# Klasyfikacja medalowa Letnich Igrzysk Olimpijskich 2020
Klasyfikacja medalowa Letnich Igrzysk Olimpijskich 2020 – zestawienie narodowych komitetów olimpijskich według liczby zdobytych medali podczas XXXII Letnich Igrzysk Olimpijskich w Tokio w Japonii, które odbyły się w dniach 23 lipca–8 sierpnia 2021.
Uczestnicy Letnich Igrzysk Olimpijskich 2020 rywalizowali w 37 dyscyplinach. Ostatecznie 93 państwa zdobyły przynajmniej jeden medal.
Podczas imprezy pierwszy złoty medal w historii swoich startów na letnich igrzyskach olimpijskich zdobyły: Bermudy, Filipiny i Katar. Pierwsze medale w historii zdobyły natomiast: Burkina Faso, San Marino i Turkmenistan.

## Klasyfikacja
Poniższa tabela jest olimpijską klasyfikacją medalową prowadzoną podczas letnich igrzysk w 2020 na podstawie Międzynarodowego Komitetu Olimpijskiego (International Olympic Committee – IOC). Ranking jest posortowany według złotych medali zdobytych przez poszczególne komitety narodowe poszczególnych państw (National Olympic Committee – NOC). Liczba srebrnych medali jest brana pod uwagę podczas klasyfikacji w drugiej kolejności, następnie brązowych. Jeżeli nadal poszczególne państwa mają ten sam wynik, klasyfikacja jest ustalana według listy alfabetycznej IOC. Poniższa informacja jest ogłaszana przez IOC.

Państwa według zdobytego medalu
kraje, które zdobyły co najmniej jeden złoty medal
kraje, które zdobyły co najmniej jeden srebrny medal
kraje, które zdobyły co najmniej jeden brązowy medal
kraje, które nie zdobyły żadnego medalu
kraje, które nie uczestniczyły w igrzyskach

     kraje, które zdobyły co najmniej jeden złoty medal
     kraje, które zdobyły co najmniej jeden srebrny medal
     kraje, które zdobyły co najmniej jeden brązowy medal
     kraje, które nie zdobyły żadnego medalu
     kraje, które nie uczestniczyły w igrzyskach
Legenda:
     Organizator igrzysk (Japonia)
| Miejsce | Państwo                     | Złoto | Srebro | Brąz | Razem |
| ------- | --------------------------- | ----- | ------ | ---- | ----- |
| 1.      | Stany Zjednoczone           | 39    | 41     | 33   | 113   |
| 2.      | Chiny                       | 38    | 32     | 19   | 89    |
| 3.      | Japonia                     | 27    | 14     | 17   | 58    |
| 4.      | Wielka Brytania             | 22    | 20     | 22   | 64    |
| 5.      | Rosyjski Komitet Olimpijski | 20    | 28     | 23   | 71    |
| 6.      | Australia                   | 17    | 7      | 22   | 46    |
| 7.      | Holandia                    | 10    | 12     | 14   | 36    |
| 8.      | Francja                     | 10    | 12     | 11   | 33    |
| 9.      | Niemcy                      | 10    | 11     | 16   | 37    |
| 10.     | Włochy                      | 10    | 10     | 20   | 40    |
| 11.     | Kanada                      | 7     | 7      | 10   | 24    |
| 12.     | Brazylia                    | 7     | 6      | 8    | 21    |
| 13.     | Nowa Zelandia               | 7     | 6      | 7    | 20    |
| 14.     | Kuba                        | 7     | 3      | 5    | 15    |
| 15.     | Węgry                       | 6     | 7      | 7    | 20    |
| 16.     | Korea Południowa            | 6     | 4      | 10   | 20    |
| 17.     | Polska                      | 4     | 5      | 5    | 14    |
| 18.     | Czechy                      | 4     | 4      | 3    | 11    |
| 19.     | Kenia                       | 4     | 4      | 2    | 10    |
| 20.     | Norwegia                    | 4     | 2      | 2    | 8     |
| 21.     | Jamajka                     | 4     | 1      | 4    | 9     |
| 22.     | Hiszpania                   | 3     | 8      | 6    | 17    |
| 23.     | Szwecja                     | 3     | 6      | 0    | 9     |
| 24.     | Szwajcaria                  | 3     | 4      | 6    | 13    |
| 25.     | Dania                       | 3     | 4      | 4    | 11    |
| 26.     | Chorwacja                   | 3     | 3      | 2    | 8     |
| 27.     | Iran                        | 3     | 2      | 2    | 7     |
| 28.     | Serbia                      | 3     | 1      | 5    | 9     |
| 29.     | Belgia                      | 3     | 1      | 3    | 7     |
| 30.     | Bułgaria                    | 3     | 1      | 2    | 6     |
| 31.     | Słowenia                    | 3     | 1      | 1    | 5     |
| 32.     | Uzbekistan                  | 3     | 0      | 2    | 5     |
| 33.     | Gruzja                      | 2     | 5      | 1    | 8     |
| 34.     | Chińskie Tajpej             | 2     | 4      | 6    | 12    |
| 35.     | Turcja                      | 2     | 2      | 9    | 13    |
| 36.     | Grecja                      | 2     | 1      | 1    | 4     |
| 36.     | Uganda                      | 2     | 1      | 1    | 4     |
| 38.     | Ekwador                     | 2     | 1      | 0    | 3     |
| 39.     | Irlandia                    | 2     | 0      | 2    | 4     |
| 39.     | Izrael                      | 2     | 0      | 2    | 4     |
| 41.     | Katar                       | 2     | 0      | 1    | 3     |
| 42.     | Bahamy                      | 2     | 0      | 0    | 2     |
| 42.     | Kosowo                      | 2     | 0      | 0    | 2     |
| 44.     | Ukraina                     | 1     | 6      | 12   | 19    |
| 45.     | Białoruś                    | 1     | 3      | 3    | 7     |
| 46.     | Rumunia                     | 1     | 3      | 0    | 4     |
| 46.     | Wenezuela                   | 1     | 3      | 0    | 4     |
| 48.     | Indie                       | 1     | 2      | 4    | 7     |
| 49.     | Hongkong                    | 1     | 2      | 3    | 6     |
| 50.     | Filipiny                    | 1     | 2      | 1    | 4     |
| 50.     | Słowacja                    | 1     | 2      | 1    | 4     |
| 52.     | Południowa Afryka           | 1     | 2      | 0    | 3     |
| 53.     | Austria                     | 1     | 1      | 5    | 7     |
| 54.     | Egipt                       | 1     | 1      | 4    | 6     |
| 55.     | Indonezja                   | 1     | 1      | 3    | 5     |
| 56.     | Etiopia                     | 1     | 1      | 2    | 4     |
| 56.     | Portugalia                  | 1     | 1      | 2    | 4     |
| 58.     | Tunezja                     | 1     | 1      | 0    | 2     |
| 59.     | Estonia                     | 1     | 0      | 1    | 2     |
| 59.     | Fidżi                       | 1     | 0      | 1    | 2     |
| 59.     | Łotwa                       | 1     | 0      | 1    | 2     |
| 59.     | Tajlandia                   | 1     | 0      | 1    | 2     |
| 63.     | Bermudy                     | 1     | 0      | 0    | 1     |
| 63.     | Maroko                      | 1     | 0      | 0    | 1     |
| 63.     | Portoryko                   | 1     | 0      | 0    | 1     |
| 66.     | Kolumbia                    | 0     | 4      | 1    | 5     |
| 67.     | Azerbejdżan                 | 0     | 3      | 4    | 7     |
| 68.     | Dominikana                  | 0     | 3      | 2    | 5     |
| 69.     | Armenia                     | 0     | 2      | 2    | 4     |
| 70.     | Kirgistan                   | 0     | 2      | 1    | 3     |
| 71.     | Mongolia                    | 0     | 1      | 3    | 4     |
| 72.     | Argentyna                   | 0     | 1      | 2    | 3     |
| 72.     | San Marino                  | 0     | 1      | 2    | 3     |
| 74.     | Jordania                    | 0     | 1      | 1    | 2     |
| 74.     | Malezja                     | 0     | 1      | 1    | 2     |
| 74.     | Nigeria                     | 0     | 1      | 1    | 2     |
| 77.     | Arabia Saudyjska            | 0     | 1      | 0    | 1     |
| 77.     | Bahrajn                     | 0     | 1      | 0    | 1     |
| 77.     | Litwa                       | 0     | 1      | 0    | 1     |
| 77.     | Macedonia Północna          | 0     | 1      | 0    | 1     |
| 77.     | Namibia                     | 0     | 1      | 0    | 1     |
| 77.     | Turkmenistan                | 0     | 1      | 0    | 1     |
| 83.     | Kazachstan                  | 0     | 0      | 8    | 8     |
| 84.     | Meksyk                      | 0     | 0      | 4    | 4     |
| 85.     | Finlandia                   | 0     | 0      | 2    | 2     |
| 86.     | Botswana                    | 0     | 0      | 1    | 1     |
| 86.     | Burkina Faso                | 0     | 0      | 1    | 1     |
| 86.     | Ghana                       | 0     | 0      | 1    | 1     |
| 86.     | Grenada                     | 0     | 0      | 1    | 1     |
| 86.     | Kuwejt                      | 0     | 0      | 1    | 1     |
| 86.     | Mołdawia                    | 0     | 0      | 1    | 1     |
| 86.     | Syria                       | 0     | 0      | 1    | 1     |
| 86.     | Wybrzeże Kości Słoniowej    | 0     | 0      | 1    | 1     |
| RAZEM   | RAZEM                       | 340   | 338    | 402  | 1080  |

## Zmiany w klasyfikacji medalowej
Klucz
 ※  Zdyskwalifikowani zawodnicy
| Data orzeczenia | Sport/Konkurencja                         | Zawodnicy (NKO)                                                                                  | złoto | srebro | brąz | Razem | Notki |
| --------------- | ----------------------------------------- | ------------------------------------------------------------------------------------------------ | ----- | ------ | ---- | ----- | --- |
| 18 lutego 2022  | Lekkoatletyka sztafeta 4 × 100 m mężczyzn | Wielka Brytania (GBR)Zharnel Hughes ※ · Richard Kilty ※ · Nethaneel Mitchell-Blake ※ · CJ Ujah ※ |       | −1     |      | –1    | W dniu 12 sierpnia 2021 CJ Ujah został zawieszony w zawodach przez World Athletics po pozytywnym wyniku testu na obecność zakazanych substancji S-23 i Enobosarm. Sześć miesięcy później MKOl oficjalnie zwrócił się do drużyny Wielkiej Brytanii o odebranie medali od kolegów z drużyny Zharnela Hughesa, Richarda Kilty’ego i Nethaneela Mitchella-Blake’a. Sztafeta Kanady otrzymała srebrny medal, a sztafeta Chin – brąz. |
| 18 lutego 2022  | Lekkoatletyka sztafeta 4 × 100 m mężczyzn | Kanada (CAN)Jerome Blake · Aaron Brown · Andre De Grasse · Brendon Rodney                        |       | +1     | −1   | 0     | W dniu 12 sierpnia 2021 CJ Ujah został zawieszony w zawodach przez World Athletics po pozytywnym wyniku testu na obecność zakazanych substancji S-23 i Enobosarm. Sześć miesięcy później MKOl oficjalnie zwrócił się do drużyny Wielkiej Brytanii o odebranie medali od kolegów z drużyny Zharnela Hughesa, Richarda Kilty’ego i Nethaneela Mitchella-Blake’a. Sztafeta Kanady otrzymała srebrny medal, a sztafeta Chin – brąz. |
| 18 lutego 2022  | Lekkoatletyka sztafeta 4 × 100 m mężczyzn | Chiny (CHN)Tang Xingqiang · Su Bingtian · Xie Zhenye · Wu Zhiqiang                               |       |        | +1   | +1    | W dniu 12 sierpnia 2021 CJ Ujah został zawieszony w zawodach przez World Athletics po pozytywnym wyniku testu na obecność zakazanych substancji S-23 i Enobosarm. Sześć miesięcy później MKOl oficjalnie zwrócił się do drużyny Wielkiej Brytanii o odebranie medali od kolegów z drużyny Zharnela Hughesa, Richarda Kilty’ego i Nethaneela Mitchella-Blake’a. Sztafeta Kanady otrzymała srebrny medal, a sztafeta Chin – brąz. |